# 霍亨索伦要塞
霍亨索伦要塞 是第一次世界大战期间德国第六军在西线战场防守的重要据点，位于法国北部-加莱海峡省洛斯昂戈埃勒附近的欧希莱米讷，该要塞以霍亨索伦家族的姓氏命名。战争期间，英国军队与德国军队针对要塞发生过多次争夺战。双方的争夺自卢斯战役（1915年9月25日至10月14日）开始至索姆河战役结束，包括1915年针对霍亨索伦要塞的攻击和英军在1916年3月2日至18日期间针对霍亨索伦要塞发起的进攻。

## 背景
1915年夏季，德军依照总参谋长埃里希·冯·法尔肯海因的计划持续加固西线的阵地、交通壕和据点并构建纵深防御。第六军军长鲁普雷希特亲王等一众前线军官视之为怯战，因而加以反对。然而在费斯图伯特战役期间，反对的声浪随着大量战壕为协约国军炮火所摧毁而沉寂，德军开始尽其所能的构筑防御工事并加固前线。5月初，法尔肯海因要求在前线之后2000至3000码（1800至2700米）处构建第二道防线，通过构建纵深防御削弱协约国军的进攻。

### 1915年德军的准备

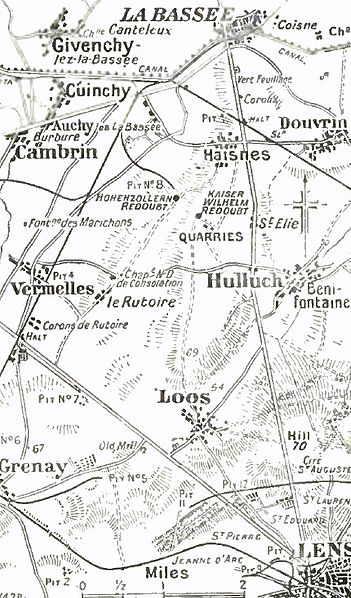
1915年9月的霍亨索伦要塞区地图

早在该地区尚处采矿业开发之下的时候，洛斯昂戈埃勒周边就已经密布大大小小的坑洞和辅助竖井，这些坑洞被称为“（法语意为“坑”）”和“（法语意为“不错”）“。 “白求恩八号坑”距离北侧被称为“垃圾场”的弃土堆很近，而弃土堆已经被交战双方挖空，密布观测哨和机枪巢。弃土堆有20英尺（6.1米）高，居高临下，视野极佳。而在协约国军于阿尔土瓦发起猛烈攻击之后，德军开始在该处大修工事。德军在“垃圾场”和“坑”阵地外围400码（约370米）处构筑了铁丝网，即（德语意为“霍亨索伦要塞”）。要塞正面有300码（约270米）宽，蜿蜒曲折，此外还有交通壕通向南侧的“大威利”阵地和北侧的“小威利”阵地。英军参谋部将该要塞视作德军西线防御最为得力的位置。德意志帝国陆军第117步兵师撤离维米岭之后，在“八号坑”构筑了大量工事，该步兵师在整编结束之后再度被派往前线。

### 英军于1915年10月13日至19日发起的进攻
卢斯战役期间（1915年9月25日-10月15日），英军集中力量于1915年10月13日至19日向霍亨索伦要塞发动进攻。英军第9步兵师（苏格兰）一度攻占了要塞，但随即被德军的反攻击退。英军于10月13日发起最后攻击，伤亡3643人。官方战史记载称：“10月13日至14日间发起的进攻，除了葬送了大量的步兵之外，并没有对战局产生多大影响。”陆军中将道格拉斯·黑格爵士认为在1915年11月7日发起另一次进攻是可行的，但是10月下旬的强降水与德军精确的炮击最终迫使他放弃了这一计划。

### 英军于1916年3月2日至18日发起的进攻
1915年冬季，在多次进攻要塞无功而返之后，英军第170坑道连在霍亨索伦要塞之下掘洞数处。1916年2月，英军以地下爆破辅以步兵攻击和地下掘进的方式攻占数段外围阵地。至1916年3月，英军已经占领要塞区西侧，而德军依旧控制着要塞区东侧， 并在中部新挖了被称为“Chord”（法语意为“琴弦”）的战壕。德军在“八号坑”附近煤渣堆上部署的观察哨占尽了地理优势，他们对于英军的行动可谓是一览无余。而在双方持续的交火中，无人区也被轰炸得如同月球表面。3月2日，英军引爆了四枚地雷，这是战争爆发以来英军引爆的装药量最大的地雷。大量英军步兵向德军战线发起了冲锋。第12步兵师试图夺取无人区，占领德军观察哨并一举终结德军的地下攻势，但是于3月6日被击退。3月18日，德军部署5枚地雷奇袭英军，英军第37步兵旅遭困，受第35步兵旅增援才得以撤退。战斗自此告一段落，双方均控制了无人区坑洞的己方一侧。

### 1916年间的其它行动
英军于3月的攻势结束之后，德军大力增援霍亨索伦要塞守军，使其规模两倍于早先时期，直到月底，在英军已断无再度进攻的可能之后，戒备才被解除。1916年3月19日，英军在要塞区引爆了一枚地雷。作为回应，德军于3月24日引爆了两枚地雷。之后，英军又于1916年3月26日、27日，4月5日、13日、20日、21日和22日进行爆破作业。每一次爆破都伴以伤亡惨重的步兵攻击，并且是大面积的无人区地面塌陷形成坑洞。英军第12步兵师最终于1916年4月26日撤离该地，逃过了德军次日发起的毒气攻击 。零星战事一直持续到6月份，英军将注意力转向在索姆河一带发起攻击之后，才告结束。

## 图集

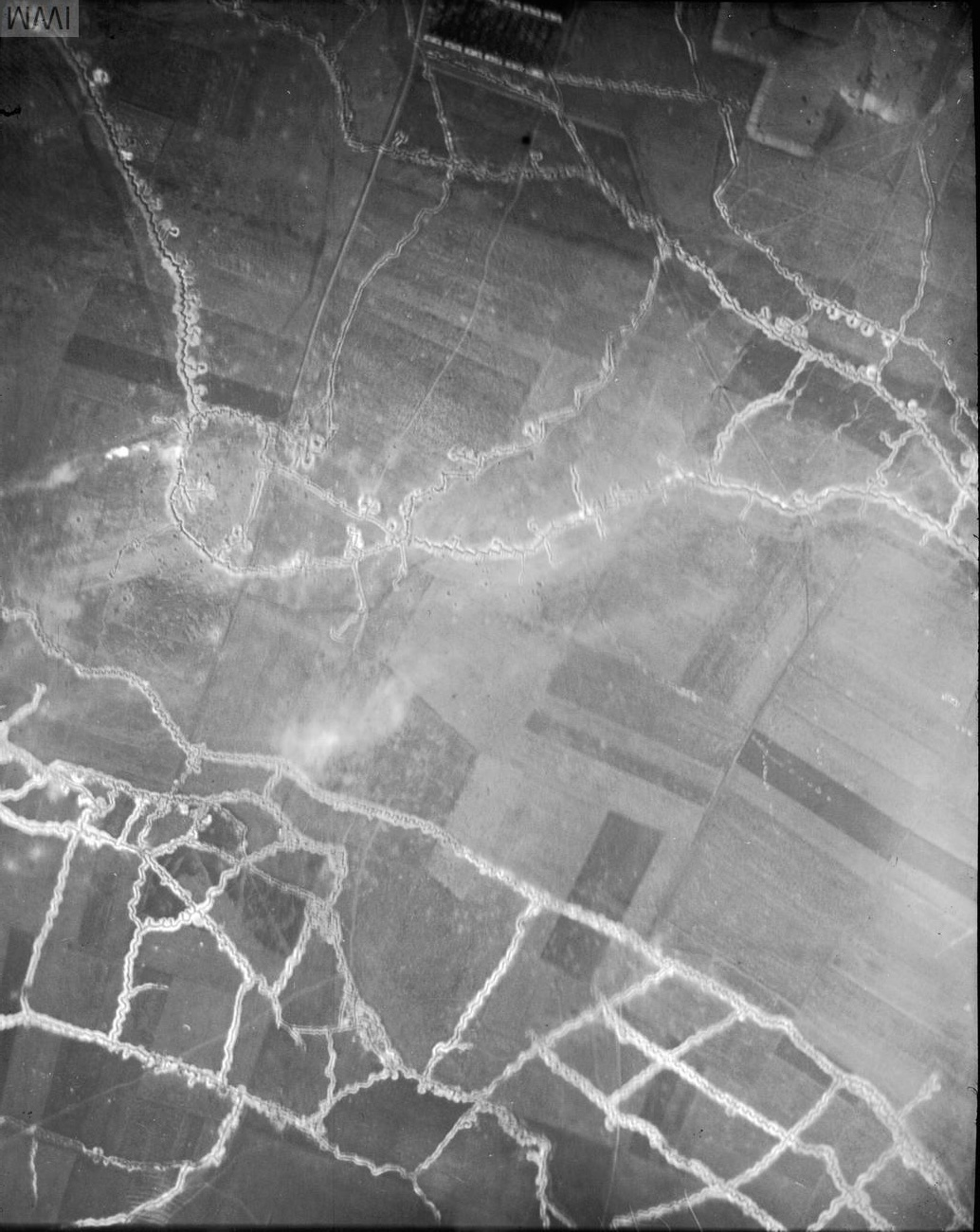
霍亨索伦要塞的航拍照片，摄于1915年9月21日
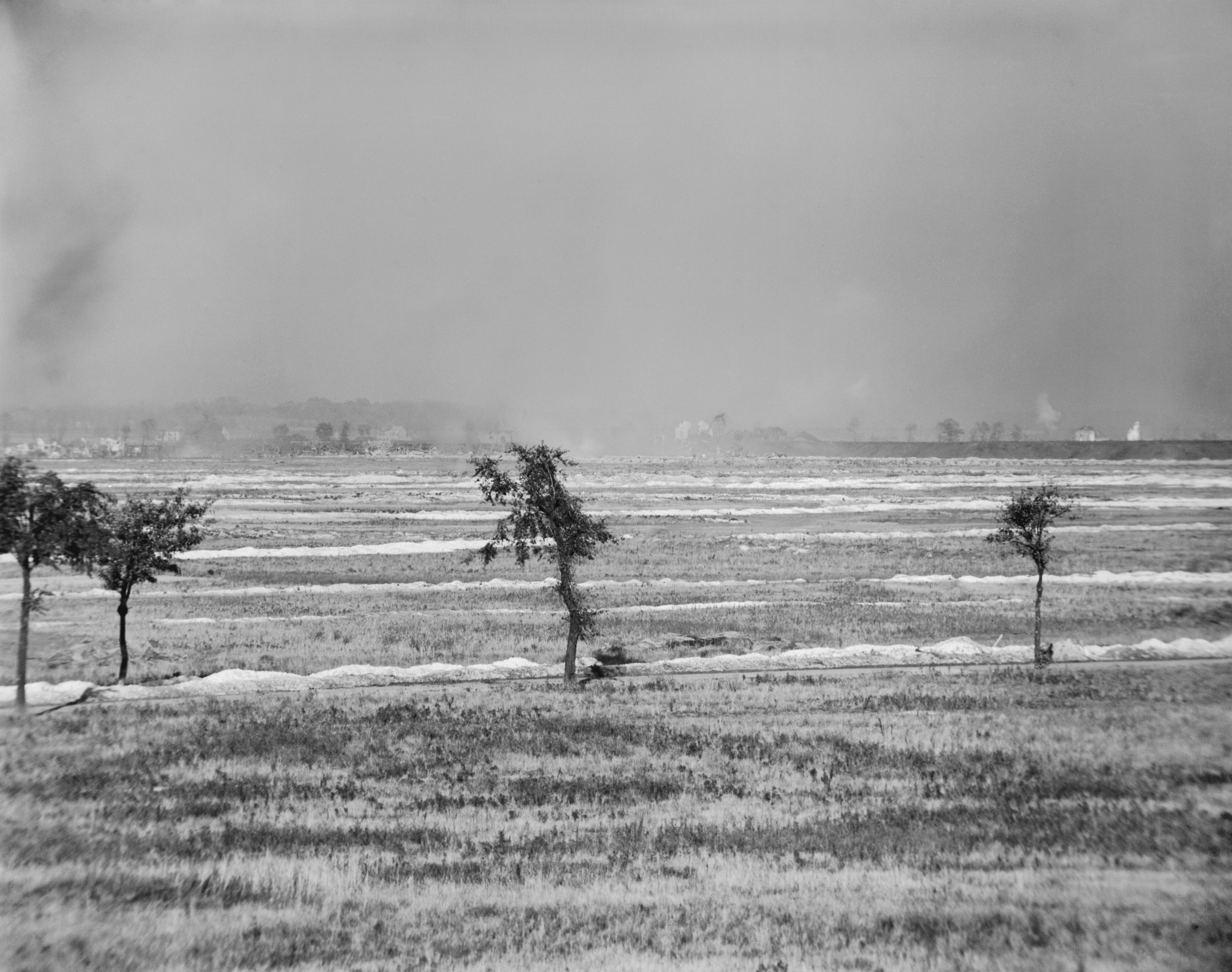
卢斯战役期间，英军第46步兵师（北米德兰）向霍亨索伦要塞发起攻击，可以看到图片中央和左侧有毒气和烟雾，摄于1915年10月13日
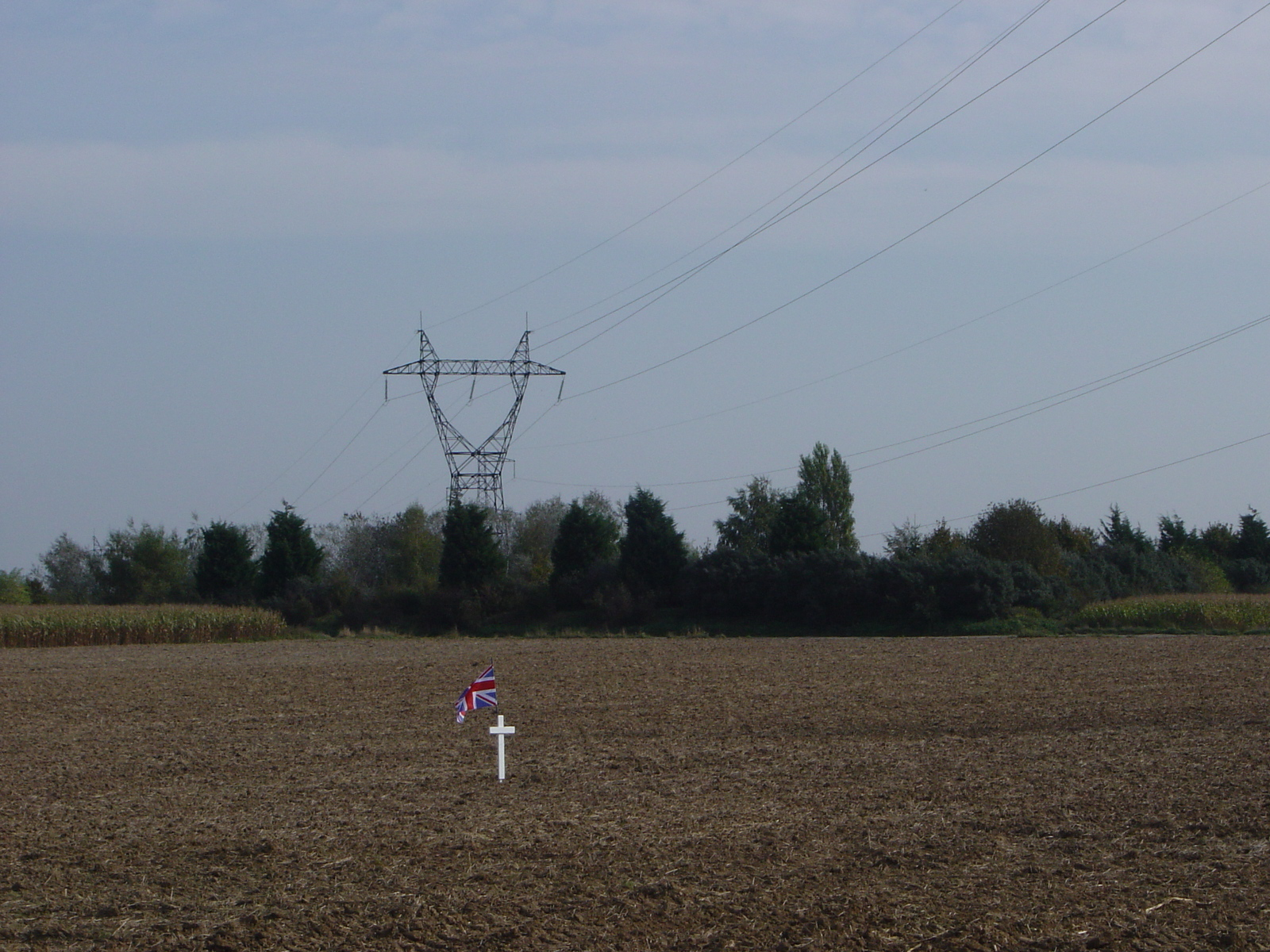
位于无人区中央的联合王国国旗；要塞旧址处现在为高压输电塔所占

## 荣誉与奖赏
在进攻霍亨索伦要塞期间获颁维多利亚十字勋章的士兵列出如下：
- 詹姆斯·列侬克斯·道森下士（隶属于皇家工程兵团第187连），于1915年10月13日获颁勋章。[13]
- 陆军上尉乔弗里·维克斯（隶属于舍伍德森林步兵团），于1915年10月14日获颁勋章。[13]
- 詹姆斯·道格雷斯·波洛克下士（隶属于女王直属卡梅伦高地步兵团），于1915年9月27日获颁勋章。[14]

## 脚注
1. ↑  Wynne 1976，第63頁.
2. ↑  Edmonds 1928，第146頁.
3. ↑  Edmonds 1928，第235頁.
4. ↑  Edmonds 1928，第235, 177頁.
5. ↑  Edmonds 1928，第378頁.
6. ↑  Edmonds 1928，第388頁.
7. ↑  Edmonds 1928，第370, 390頁.
8. ↑  Middleton Brumwell 2001，第34頁.
9. ↑  Middleton Brumwell 2001，第44頁.
10. ↑  Edmonds 1993，第177, 176頁.
11. ↑  Edmonds 1993，第177頁.
12. 1 2  Middleton Brumwell 2001，第45–46頁.
13. 1 2  Edmonds 1928，第387頁.
14. ↑  Edmonds 1928，第353頁.